# Disraelis

Logo

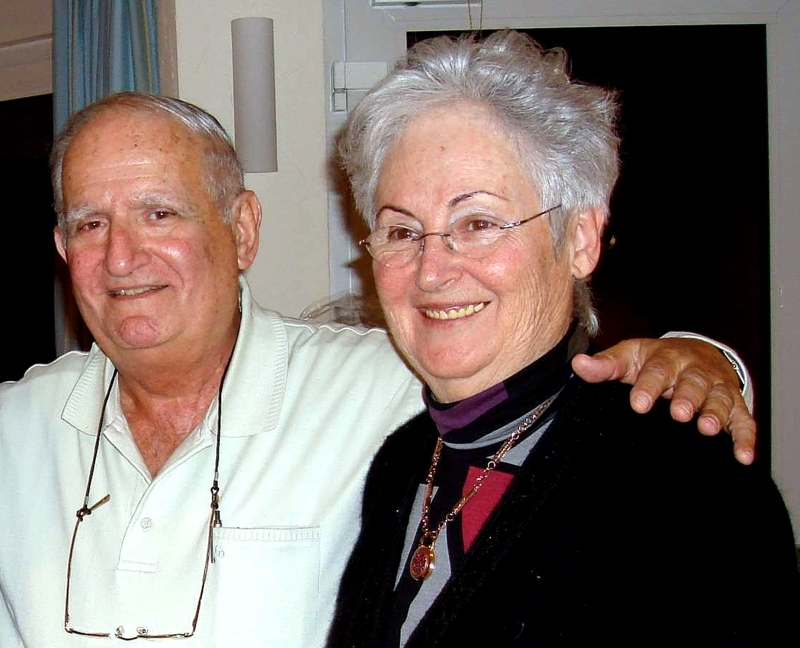
Ilan und Esti Brunner

DisraeliS (kurz für disabled Israelis dt. versehrte, behinderte Israelis) ist eine private Initiative, die im Jahr 2002 von Ilan Brunner und seiner Frau Esti in Tel Aviv gegründet wurde. Das Projekt wird von ehrenamtlichen Mitarbeitern getragen.

## Geschichte
Ilan Brunner, 1934 in Prag geboren, gehörte zu den jüdischen Kindern, die 1939 mit einem Kindertransport Deutschland verließen, nach England geschickt wurden und so den Holocaust überlebten. Nach dem Zweiten Weltkrieg ging er nach Israel und arbeitete dort über 40 Jahre lang als Pressesprecher und Fotograf des israelischen Verteidigungsministeriums.
Während seiner Dienstzeit als Armeesprecher konnte Ilan Brunner in Israel zahlreiche deutsche Besucher begrüßen und kam so in Kontakt mit der neuen deutschen Generation, die sich für Israel und das Schicksal israelischer Soldaten interessierte. Durch langjährige Beziehungen konnten intensive Verbindungen und Freundschaften aufgebaut werden. So wurde auch der Gedanke geboren, junge Israelis, die bei ihrem Militärdienst oder durch Terrorangriffe verwundet wurden, zu einem Erholungsaufenthalt nach Deutschland einzuladen.
Begonnen hatte das Projekt 1997 in Israel. Dort waren Horst-Klaus Hofmann, der Gründer der Offensive Junger Christen, und Pfarrer Wolfgang Breithaupt aus Weitenhagen Ilan Brunner anlässlich einer internationalen Versöhnungs-Tagung begegnet. In Zusammenarbeit mit Hofmann und dem evangelischen Pfarrer Breithaupt sowie mit Unterstützung zahlreicher Spender wurde ein Aufenthalt im Sommer 2002 möglich: 18 junge Israelis kamen mit dem Ehepaar Brunner in das kirchliche Begegnungszentrum Haus der Stille (Friedrich-Wilhelm-Krummacher-Haus) in Weitenhagen. Ab da fanden alle zwei Jahre Besuche von Disraelis-Gruppen in Weitenhagen und in Reichelsheim/Odenwald statt.

## Ziele
Das Projekt hat drei Schwerpunkte: Persönliche Kontakte, Abbau von Vorurteilen und Verständnis für die Situation Israels. Es soll dazu dienen, Verständigung und Freundschaft unter Israelis und Christen verschiedener Nationen zu fördern. Junge israelische Frauen und Männer im Alter zwischen 18 und 28 Jahren, die während ihres Militärdienstes durch Terrorattentate verwundet wurden, bekommen so die Möglichkeit, Organisationen und Privatpersonen in Deutschland zu besuchen. Bis zum Jahr 2010 konnten insgesamt mehr als 1.000 Israelis im Ausland Urlaub machen. Sie erhielten Einladungen von Gruppen und Einzelpersonen aus Amerika, Großbritannien, Deutschland, der Schweiz und anderen Ländern.
Für den Holocaust-Überlebenden Ilan Brunner haben diese Beziehungen eine ganz besondere Bedeutung: „Dienen sie doch der Verwirklichung der Idee der Versöhnung zwischen unseren Völkern, ohne dabei die Vergangenheit zu vergessen. Diese Beziehungen bauen Brücken – Stück für Stück.“

## Aktivitäten
Das Projekt stieß bei Christen und Gemeinden auf ein starkes Echo. Die erste Gruppe kam im Jahr 2002 auf Einladung von Pfarrer Wolfgang Breithaupt ins Haus der Stille nach Weitenhagen. Im Mai 2003 besuchte eine zweite Gruppe mit 20 jungen Israelis die ökumenische Kommunität Offensive Junger Christen e. V. (OJC) in Reichelsheim. Im August 2004 reisten neun Mitarbeiter der OJC nach Israel, um die Disraelis zu besuchen, die im Frühjahr 2003 zu Gast in Reichelsheim gewesen waren, um den begonnenen Dialog fortzusetzen. Im Mai 2006 waren wieder 18 junge Israelis zu einem zehntägigen Besuch bei der OJC. Im März 2007 folgte ein weiterer Gegenbesuch von OJC-Mitarbeitern in Israel. Im Sommer 2007 luden OJC-Mitarbeiter zusammen mit Wolfgang und Elke Breithaupt vom Haus der Stille israelische „verwaiste“ Ehepaare, die ein Kind verloren haben, nach Weitenhagen ein. Im Jahr 2008 kam eine 18-köpfige Gruppe junger Israelis nach Reichelsheim. Im Juli 2010 fand der vierte Besuch einer Gruppe junger Israelis bei der Offensive Junger Christen in Reichelsheim statt. Anlässlich einer der ersten Gruppenreisen nach Weitenhagen schrieb der Bischof der Pommerschen Evangelischen Kirche, Hans-Jürgen Abromeit, ein Grußwort.
Der christliche Brückenbauer- und Versöhnungsdienst Dienste in Israel lud im Jahr 2003 Terroropfer aus Israel nach Hannover ein, die in deutschen Familien zu Gast waren. Im Frühsommer 2005 kamen 14 Disraelis auf Einladung des Vereins Israel Heute – Christen an der Seite Israels e. V. nach Kassel in Nordhessen. Auch der christliche Verein Ebenezer Hilfsfonds Deutschland e. V., der sich zum Ziel gesetzt hat, Versöhnung zu fördern und Juden bei der Rückkehr nach Israel zu helfen, gehörte zu den Projektpartnern. Auf Einladung des Vereins Christen an der Seite Israels e. V. war im Mai 2004 eine Gruppe Disraelis zu Gast in der Region Kassel. Auch Kirchengemeinden wie die Evangelische Kirchengemeinde Werben/Niederlausitz und christliche Verbände wie der CVJM beteiligten sich am Disraelis-Projekt.
Daneben waren auch einige Städte und Kommunen Projektpartner von Disraelis. Im Juni 2007 besuchten 20 kriegsversehrte Soldaten die Stadt Schönebeck in Sachsen-Anhalt. Sie waren in Gastfamilien und beim CVJM untergebracht. Anlässlich des 70. Jahrestages der Reichspogromnacht hielt Ilan Brunner einen Vortrag in der Georg-August-Zinn Schule in Reichelsheim.
Im Juli 2009 fand eine Begegnung zwischen 20 jungen Disraelis und Mitgliedern der Hans Rosenthal Loge e. V. in Berlin statt. Ferner unterstützen auch Bundeswehreinheiten, das Deutsche Verteidigungsministerium und die Deutsche Botschaft in Israel das Projekt. Auch viele Privatpersonen und Familien luden seit Beginn des Projektes junge Israelis ein.
Der MDR berichtete am 18. September 2004 in seiner Fernsehsendung „Glaubwürdig“ über das Disraelis-Projekt (Autor: Frieder Weigmann).
Am 19. April 2014 feierte Ilan Brunner seinen 80. Geburtstag. Der Botschafter der Bundesrepublik Deutschland in Israel, Andreas Michaelis, gratulierte ihm persönlich.
Im Rahmen des OJC-Freundestages „Tag der Offensive“ erhielt Ilan Brunner am 29. Mai 2014 in Reichelsheim den mit 3000 Euro dotierten ojcos-Stiftungspreis für sein großes Engagement in der Versöhnung zwischen Juden und Deutschen.
Am 6. Mai 2015 wurde Ilan Brunner in der Deutschen Botschaft Tel Aviv von Botschafter Andreas Michaelis mit dem Bundesverdienstkreuz ausgezeichnet. Diese Ehrung des Bundespräsidenten wurde ihm aufgrund seines Engagements für die Versöhnung zwischen Juden und Israelis und Deutschen verliehen.  Am 13. April 2023 verstarb Ilan Brunner wenige Tage vor seinem 89. Geburtstag in Israel und wurde auf dem Friedhof in Rishon LeZion begraben. Da er für sein Projekt Disraelis keinen Nachfolger fand, wurde dieses eingestellt.